# Chesley Sullenberger
Chesley Burnett Sullenberger III, meglio noto come Sully Sullenberger (Denison, 23 gennaio 1951), è un ex aviatore statunitense, ex-pilota di linea in pensione, noto per aver portato a termine con successo, nel 2009, l'ammaraggio del volo 1549 sul fiume Hudson a Manhattan, NY. Pur con un velivolo gravemente danneggiato dall'impatto con uno stormo di uccelli subito dopo il decollo, infatti, in quell'occasione tutte le 155 persone a bordo dell’aereo sono sopravvissute, compresi i membri dell'equipaggio.
Da quel momento, Sully lavora per la sicurezza aerea e collabora con la commissione per la sicurezza aerea al fine di migliorare e sviluppare i protocolli di sicurezza. Dal 2009 al 2013, insieme al Primo ufficiale Jeffrey Skiles, ha presieduto il programma della EAA (Experimental Aircraft Association) denominato “Young-Eagles” per l'aviazione giovanile.
Si è ritirato dalla US Airways dopo oltre 40 anni d'attività come pilota, il 3 marzo 2010. Nel maggio dell'anno successivo, Sullenberger è stato assunto dalla CBS come esperto di aviazione e sicurezza.
È autore, con Jeffrey Zaslow, del bestseller del New York Times "Highest Duty: My Search for What Really Matters". Il libro autobiografico, pubblicato nel 2009 da HarperCollins, narra la sua vita e gli eventi che riguardano il Volo 1549. 
Il suo secondo libro, "Fare la differenza: Storie di visione e il coraggio da leader americani", è stato pubblicato nel maggio 2012.
Gli è stato dedicato il film Sully, incentrato sul salvataggio avvenuto nel gennaio del 2009. È stato diretto da Clint Eastwood ed interpretato da Tom Hanks, nei panni del pilota.
Per la rivista Time di New York, è la seconda delle 100 persone più influenti del 2009, nella sezione Heroes & Icons dopo Michelle Obama.

## Biografia

### Infanzia
Chesley nasce a Denison, Texas il 23 gennaio 1951. Entrambi i genitori, padre dentista e madre insegnante, provengono da famiglie svizzere immigrate in America durante il periodo nazista. Sin da piccolo si appassiona di aeronautica e, come raccontato da sua sorella Mary, passa molto tempo a guardare il cielo e costruire modellini di aerei e portaerei. Già alle elementari dimostra il suo potenziale nelle materie scolastiche e all'età di dodici anni dimostra di avere un quoziente intellettivo superiore al 99% dei ragazzi americani, Q.I. che gli permette di poter entrare nei più prestigiosi licei.

### Istruzione
Nella sua adolescenza è un membro attivo della chiesa metodista unita a Denison. Si diploma alla Denison High School nel 1969 col voto più alto della classe raggiungendo i massimi risultati. A sedici anni Sullenberger impara a volare in un Aeronca su una pista privata vicino a casa sua.
Pur ricevendo diverse offerte da università all’estero, Sully rimane sempre nel suo paese d’origine. Egli consegue un Bachelor of Science dalla United States Air Force Academy, un master in Psicologia Industriale presso la Purdue University e un master in Pubblica Amministrazione presso l'Università del Northern Colorado.

### Servizio militare
Sullenberger entra alla United States Air Force Academy, l'accademia militare dell'aeronautica militare statunitense (United States Air Force - USAF) nel giugno 1969 con la Classe del 1973. Viene scelto insieme a circa una dozzina di altre matricole per un corso di preparazione per aliante, corso grazie a cui alla fine di quell'anno diventa pilota istruttore. Nel 1973, anno della sua laurea, riceve il premio come "top flyer" della classe. Dopo la laurea in scienze l'Air Force invia immediatamente Sullenberger alla Purdue University per conseguire un master prima di entrare nell'Undergraduate Pilot Training. Dopo aver completato la laurea alla Purdue University è assegnato a UPT alla base aerea Columbus, Columbus Air Force Base, Mississippi.
Dopo essere diventato pilota USAF nel 1975 completa l'allenamento sostitutivo sul McDonnell Douglas F-4 Phantom II alla Luke Air Force Base, in Arizona. In seguito lavora nel Regno Unito, dove vola come pilota di caccia per la United States Air Force nella F-4D Phantom II.
Dopo il suo incarico in Inghilterra è riassegnato al 428th Tactical Fighter Squadron della 474th Tactical Fighter Wing di stanza alla Nellis Air Force Base, Nevada. Negli anni successivi riesce a diventare pilota e ufficiale di formazione. Inoltre raggiunge il grado di capitano, volando in Europa e nel Pacifico. Mentre è in servizio con l'USAF, diventa membro del comitato investigativo sugli incidenti aerei dell'NTSB.

## Carriera
Sullenberger viene assunto come pilota dalla Pacific Southwest Airlines (l'attuale US airways) nel 1980 e si ritira nel marzo del 2010. Possiede la licenza di pilota di linea per velivoli monomotore e plurimotore e inoltre la licenza di pilota commerciale per alianti. In totale ha più di quaranta anni e 20.000 ore di esperienza di volo. Nel 2007 è diventato il fondatore della Safety Reliability Methods Inc., un'azienda che fornisce una guida strategica per migliorare la sicurezza, le prestazioni e l'affidabilità dell'organizzazione.
È anche coinvolto in una serie di inchieste sugli incidenti condotte dalla USAF e dal NTSB, come il volo Pacific Southwest Airlines 1771 e il volo USAir 1493 . Serve come istruttore, presidente della sicurezza aerea locale dell'Associazione Air Line Pilots, investigatore di incidenti e membro del comitato tecnico nazionale. Il suo lavoro di sicurezza per ALPA porta allo sviluppo della AC dell'amministrazione dell'aviazione federale. È stato determinante nell'implementazione della gestione delle risorse dell'equipaggio, corso che viene tutt'oggi utilizzato dalla US Airways. Inoltre è stato relatore di due diverse conferenze: una per l'aviazione e l'altra per la sicurezza dei pazienti in medicina, presso la Conferenza internazionale High Reliability Organization (HRO) a Deauville, in Francia, il 29 e il 31 maggio 2007.

## Volo 1549
La mattina del 15 gennaio 2009 Sully Sullenberger è comandante del volo US Airways 1549, accompagnato dal primo ufficiale Jeff Skiles. L’aereo è un Airbus A320 che parte dall'aeroporto LaGuardia di New York con destinazione Charlotte. Poco dopo il tranquillo decollo, l'aereo colpisce un grande stormo di oche del Canada. L'impatto prima danneggia i motori e pochi secondi dopo li mette fuori uso. L’aereo è senza potenza nei motori sopra New York, una delle città più popolose del pianeta. Determinando rapidamente che non sarebbe stato in grado di raggiungere un qualsiasi aeroporto e dopo aver contattato i controllori di volo, Sullenberger decide quindi di far ammarare l'aereo. Sullenberger e Skiles in meno di tre minuti, dopo aver pensato al da farsi e optato per la migliore soluzione, decidono di tentare l'ammaraggio sul fiume Hudson. La manovra va a buon fine: l'aereo affonda nelle acque gelide del Hudson, ma nonostante questo tutti i 155 passeggeri a bordo si salvano con pochissimi feriti. Sullenberger è l'ultimo a lasciare l'aereo, dopo essersi assicurato che tutti i passeggeri e l'equipaggio fossero riusciti a mettersi in salvo. Sullenberger viene considerato da tutti un eroe, dato che gli ammaraggi spesso portano a molte vittime. Il pilota, descritto dagli amici come "timido e reticente", rimane per tutto il volo calmo. In seguito sarà soprannominato dal sindaco di New York Michael Bloomberg "Captain Cool".
Nonostante l'acclamazione e la gratitudine al comandante, la commissione indagò per molto tempo sull'accaduto. Il pilota venne interrogato diverse volte, poiché le simulazioni di volo effettuate nei giorni successivi mostrarono che si sarebbe potuto atterrare negli aeroporti di LaGuardia o di Teterboro evitando, quindi, di mettere inutilmente in pericolo i passeggeri e l'equipaggio. A causa di queste accuse, Sullenberger soffrì di sintomi di disturbo da stress post-traumatico, inclusi insonnia e flashback.
La validità di tali simulazioni venne però rigettata durante l'udienza della NTSB atta a giudicare l'operato del comandante: esse infatti erano state condotte da piloti che non dovevano affrontare alcun reale pericolo, che erano stati precedentemente istruiti sul compito da affrontare e, nonostante ciò, dovettero effettuare numerosi tentativi prima di riuscire a portare a termine, con successo, un atterraggio. L'aggiunta di un tempo di reazione pari a 35 secondi alla simulazione, poi, dimostrò definitivamente che sarebbe stato impossibile raggiungere uno dei due aeroporti nelle vicinanze (LaGuardia e Teterboro).

### Post-volo e riconoscimenti
In seguito all'accaduto il presidente degli Stati Uniti George W. Bush chiama Sullenberger per ringraziarlo per aver salvato la vita dei passeggeri. Anche il neo presidente eletto Barack Obama lo invita ad unirsi alla cerimonia di inaugurazione presidenziale con tutto il suo equipaggio. Il 16 gennaio 2009 il senato degli Stati Uniti approva una risoluzione che riconosce e onora Sullenberger, Skiles, l'equipaggio di cabina, i passeggeri e i primi soccorritori coinvolti nell'atterraggio di emergenza del volo 1549.
Il 22 gennaio 2009 lui e il resto dell'equipaggio del Volo 1549 ottengono una medaglia Masters dalla Gilda dei piloti di volo e dei navigatori aerei. Inoltre il 24 gennaio 2009 il sindaco della sua città natale affida al pilota le "Key to the Town" di Danville e lo nomina ufficiale onorario della polizia di Danville.
Richard Price, il capo della protezione antincendio del distretto di San Ramon, premia il comandante Sullenberger con la medaglia al valore, il premio più prestigioso del suo distretto, che è stata assegnata solo poche volte nella storia. Sullenberger, Skiles e l'equipaggio di cabina del volo 1549 vengono premiati con una standing ovation durante la cerimonia pre-partita del Super Bowl XLIII il 1 febbraio 2009. Successivamente Sullenberger viene premiato con iscrizione onoraria a vita a The Seaplane Pilots Association. Nel 2009 ottiene la medaglia dei fondatori di The Air League. Inoltre gli ammiratori di Sullenberger aprono un sito di fan su Facebook che, alla fine di febbraio 2009, ha mezzo milione di membri.
Come omaggio Bloomberg premia Sullenberger assegnandogli una nuova copia della chiave per la città di New York.
Il 6 giugno 2009 Sullenberger torna a Denison in Texas, la sua città natale, per partecipare alla celebrazione del D-Day della città e per tenere il discorso per il diploma alla Denison High School, la sua alma mater, in occasione del 40º anniversario della sua laurea.
Il 14 luglio 2009 Sullenberger appare anche a St. Louis, nel Missouri per partecipare alla parata del Red Carpet All-Star prima del Major All Star Game del 2009.

## Pensione
Dopo aver volato per più di 30 anni con US Airways, Sullenberger si ritira nel 2010. Il suo ultimo volo è il volo 1167 della US Airways dalla Florida a Charlotte, nella Carolina del Nord, dove si riunisce con il suo primo ufficiale Jeff Skiles e con alcuni dei passeggeri del volo 1549.
Con il coautore Jeffrey Zaslow, Sullenberger scrive il bestseller “Highest Duty: My Search for What Really Matters” nel 2009. Nel libro, oltre a parlare del salvataggio, Sullenberger discute anche delle questioni personali tra cui il suicidio di suo padre nel 1995, la lotta dei Sullenberger con l'infertilità e la loro decisione di adottare.
Nel dicembre 2010 Sullenberger viene nominato Ufficiale della Legion d'onore.
Il 18 novembre 2011, come parte di uno sforzo di raccolta fondi, Sullenberger vola sul Carolinas Aviation Museum di Charlotte, nella Carolina del Nord, dove è esposto l'aereo ammarato sul fiume Hudson.
Il 15 maggio 2012 pubblica il suo secondo libro: “Making a Difference: Stories of Vision and Courage di America's Leaders.”

### Vita privata
Sullenberger è sposato con l'istruttrice di fitness Lorraine Sullenberger, con cui ha adottato due figlie, Kate e Kelly. I Sullenberger risiedono attualmente a San Francisco, California. Il 7 dicembre 1995 il padre di Sullenberger si suicida con un colpo d'arma da fuoco poco dopo essere stato dimesso dall'ospedale per un importante intervento chirurgico. Di conseguenza Sullenberger diventa un attivista per la prevenzione dei suicidi.  

## Filmografia

### Attore
- Daddy's Home 2, regia di Sean Anders (2017)[23]

### Sceneggiatore
- Sully, regia di Clint Eastwood (2016) - soggetto della sceneggiatura[24]

## Nei media
Il film drammatico del 2016 Sully è basato sulla biografia del pilota, Highest Duty: My Search for What Really Matters. Diretto da Clint Eastwood, con Tom Hanks nei panni di Chesley Sullenberger, ricrea gli eventi attorno all'atterraggio nel fiume Hudson e racconta quello che Sullenberger e Skiles hanno provato prima, dopo e durante.
La canzone del 2010 A Real Hero della band canadese Electric Youth parla del capitano Sullenberger e del volo 1549 sull'acqua. La canzone diventa sempre più famosa dopo essere stata inclusa nel film Drive del 2011.
Il discorso di Sullenberger al Congresso sull'aviazione civile statunitense è presente nel documentario di Michael Moore del 2009 Capitalism: A Love Story. Sullenberger appare anche nel film commedia romantico del 2011 Amici con benefici. "Hudson River Runway", l'episodio del 14 marzo 2011 della serie TV Mayday: Indagini ad alta quota, documenta gli eventi attorno all'atterraggio di emergenza del volo 1549 e contiene interviste con molti dei suoi partecipanti nella vita reale.
Una versione animata di Sullenberger appare l’8 gennaio 2012 nello show televisivo animato American Dad!. Il pilota è parodiato nella ventottesima stagione de I Simpson, nell'episodio "Professor Homer", in cui appaiono alcuni suoi cloni. È inoltre stato citato e apparso in un episodio della serie animata I Griffin.